# Timken
Timken är en ort i Rush County i delstaten Kansas, USA.